# Seinura mali
Seinura mali är en rundmaskart. Seinura mali ingår i släktet Seinura och familjen Aphelenchidae. Inga underarter finns listade i Catalogue of Life.